# Куглфишер
Куглфишер је механичка пумпа убризгавања за бензинске моторе. Пандан јој је пумпа високог притска (Бош пума) за дизел моторе по чијем је узору и направљена. Ово је био први пут да се примењује директно убризгавање код бензинских мотора, сама пума је повезана зупчастим каишем за радилицу. Најпознатији модел аута који је користио Куглфишер пумпу био је BMW 2002 и то од 1970. до 1975. Осамдесетих година почиње примена електронског убризгавања горива односно јефтинијег начина и престаје производња и примена Куглфишер пумпе.